# Ramá
Ramá en Benjamín era una ciudad del antiguo Israel. Se encontraba cerca a Gabaón y Mizpa en el occidente, Gibea en el sur y Geba en el oriente. Es identificada con la moderna Er-Ram, a 8 km al norte de Jerusalén.
La ciudad es mencionada primero en Josué 18:25, cerca a Gibea de Benjamín. Un levita iba hacia Gibea próxima a Ramah (Jue 19:11-15), fue fortificada por Basá, quien gobernaba en el reino del norte (1 Reyes 15:17-22; 2 Crónicas 16:1-6). Asá, rey en Israel contrató a Ben Hadad, rey de Siria para atacar a Basá. 
Cuando Israel fue destruida por los babilonios, los cautivos fueron reunidos en Ramá antes de llevarlos a Babilonia. (Jeremías 40:1). 
El profeta Jeremías dijo: "Así ha dicho Yahvé: Voz fue oída en Ramá, llanto y lloro amargo; Raquel que lamenta por sus hijos, y no quiso ser consolada acerca de sus hijos" (Jeremías 31:15).
Ramá es el pueblo donde habitó Ana, la madre de Samuel y su esposo Elcana, desde donde viajaron a Silo donde Ana oró por tener un hijo y Dios se lo concedió. ( 1 Sam 1-2).
Ramá es mencionado en 1 Samuel 8:4 en referencia al lugar de encuentro que había mientras Samuel gobernó
En el Nuevo Testamento Ramá es mencionada en el evangelio de Mateo con referencia a la profecía de Jeremías sobre Raquel, que se cumplió con la masacre de los niños por parte de Herodes.
- Datos: Q926868